# Pedro Juan Gutiérrez
Pedro Juan Gutiérrez (Matanzas, 27 januari 1950) is een Cubaanse journalist, schrijver en artiest. Hij publiceerde diverse poëziebundels en romans.
Pedro Juan Gutiérrez is geboren en getogen op Cuba. Hij startte zijn arbeidzaam leven op elfjarige leeftijd. Hij werkte als ijsverkoper en krantenjongen. Daarna had hij beroepen als soldaat, zwem- en kajakinstructeur en boerenknecht.
Naast schrijver is hij beeldhouwer en schilder.

## Werken
- Trilogía sucia de La Habana (1998)
- El Rey de La Habana (1999)
- Melancolía de los leones, (2000) (korte verhalen)
- Animal tropical (2000), Met dit boek won hij de Spaanse Prijs Alfonso Garcia-Ramos.
- El insaciable hombre araña (2002)
- Carne de perro (2003), Hiermee won hij de Italiaanse prijs Narrativa Sur del Mundo.
- Nuestro GG in La Habana (2004)
- Diálogo con mi Sombra (2013)
- Fabián y el Caos (2015)

Het werk van Gutiérrez wordt gerekend tot het vuil realisme. Hij beschrijft het leven in de verborgen straten van Havana in een stijl zonder opsmuk. Zijn boeken beschrijven het hedendaagse Cuba zonder versieringen.